# 최덕현
최덕현(1971년 7월 26일 ~ )은 OB 베어스의 전 야구 선수다. 경기상업고등학교를 졸업했다.

## 같이 보기
- 1991년 OB 베어스 시즌
- 1992년 OB 베어스 시즌